# قلعه سوموتو

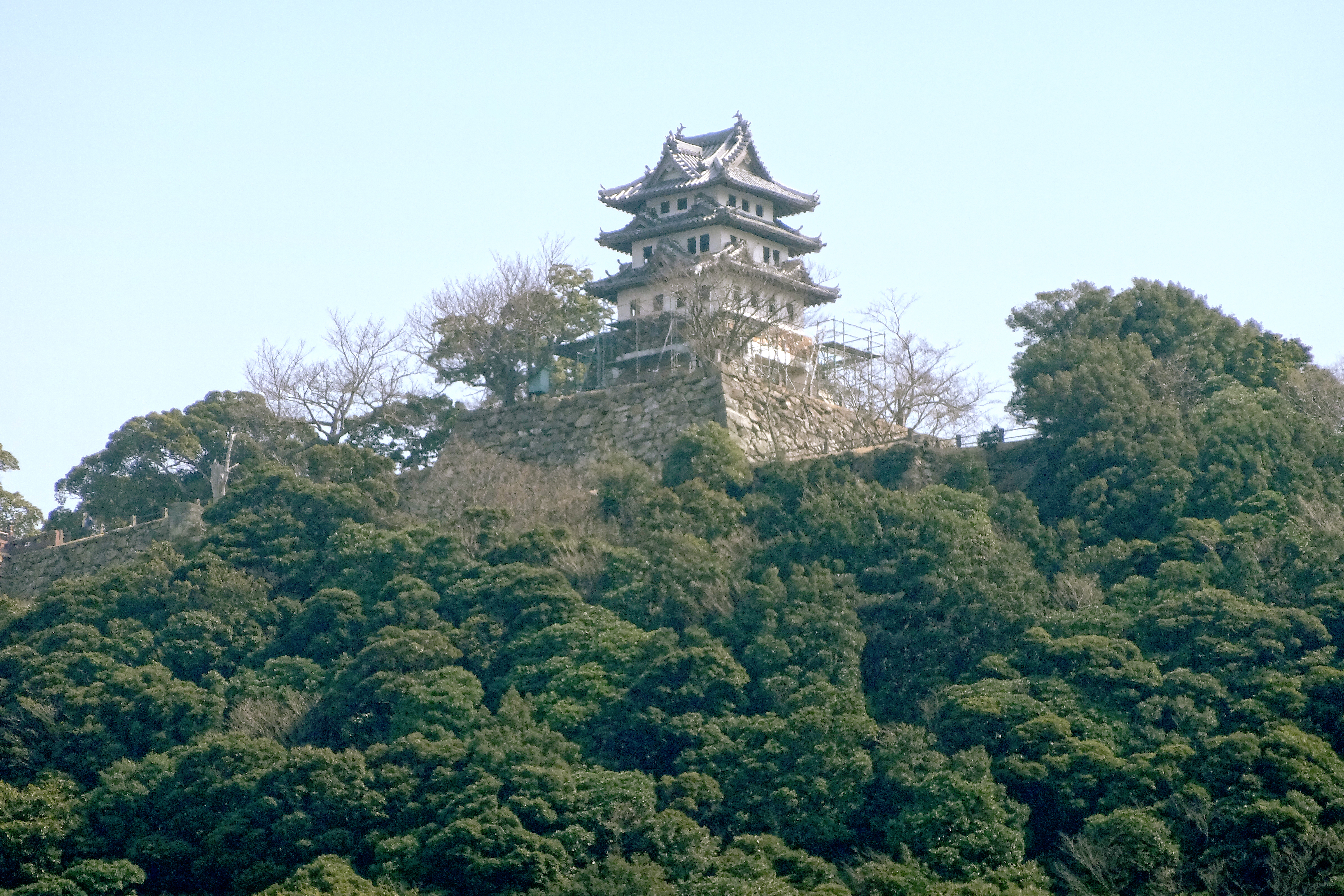
قلعه سوموتو

قلعه سوموتو (به ژاپنی: 洲本城 Sumoto-jō) یک قلعه ژاپنی در سوموتو، هیوگو در جزیره آواجی در استان هیوگو در ژاپن است.